# Manuel García Capdevila
Manuel García Capdevila (Vilafamés, 12 de setembre de 1912 - Molins de Rei, 6 de novembre de 1981) fou un futbolista valencià de les dècades de 1930 i 1940.

## Trajectòria
Nascut a Vilafamés (Plana Alta), la seva carrera esportiva va estar lligada a la vila de Molins de Rei, on es formà, a la Penya Ripoll, i jugà pel Foment FC als anys trenta i la UD Molinense als anys 40. El 1934 fitxà pel FC Barcelona, on jugà fins a 1942, amb una cessió al CE Júpiter. Disputà dos partits a primera divisió i marcà un gol durant la temporada 1935-36. Durant els anys 1940 també defensà els colors de Terrassa FC, UE Valls i UE Olot.